# Ферранте III Гонзага
Ферранте III Гонзага (4 апреля 1618, Мантуя, Мантуя — 11 января 1678, Гвасталла, Реджо-Эмилия) — герцог Гвасталлы в 1632—1678 годах. Сын Чезаре II Гонзага и Изабеллы Орсини.

## Биография
Ферранте III наследовал отцу в 1632 году. В 1638 году он продал все мелкие наполитанские феоды, а в 1640 году также продал герцогство Мольфетта. Он был посвящён в рыцари Ордена Сан-Джаго и стал комендатором Вильяэрмосы в 1639 году.
25 июня 1647 года Ферранте III женился на Маргарите (1619—1692), дочери Альфонсо III д’Эсте, герцога Моденского. У них было шестеро детей:
- Изабелла (ум. 1653)
- Ринальдо (1652—1657)
- Чезаре (1653—1666)
- Анна Изабелла (1655—1703), в 1670 году вышла замуж за Карла Фердинанда Гонзагу (1652—1708), герцога Мантуи и Монферрато.
- Мария Виттория (1659—1707), в 1679 году вышла замуж за своего двоюродного брата Винченцо Гонзагу.
- Винченцо (ум. 1665/66)

Когда Ферранте III умер не оставив выживших сыновей, герцогство Гвасталла официально стало частью герцогства Миланского, но им управлял Карл Фердинанд Гонзага (муж старшей из оставшихся в живых дочерей) между 1678 и 1692 годами. Из-за австрийского вмешательства герцогство затем перешло к Винченцо Гонзаге (мужу второй дочери).